# 萨尔斯
萨尔斯（羅馬化：Sars）是俄罗斯彼尔姆边疆区的市级镇、十月镇区第二大聚居地，地处彼尔姆边疆区东南部，位于卡马河流域秋伊河一支流萨尔斯河畔，在区行政中心十月镇西北侧、边疆区首府彼尔姆东南方，靠近彼尔姆边疆区与斯维尔德洛夫斯克州的边界。
该地2022年人口有4,806人；2010年人口5,043；2002年人口5,542；1989年人口5,817。